# Pinhättan
Pinhättan är en kasunfyr i Öresund väster om Barsebäckshamn. Fyren står på östra sidan av grundet Pinhättan. Den byggdes vid Grötökajen i Lysekil. Kassunen i stålplåt sjösattes 1957 och fyren kom på plats 1960.
Fyrljuset är 12,5 meter över vattenytan och fyren får elkraft via en kabel från Barsebäckshamn.